# فرودگاه دول-ژورا
فرودگاه دُل–ژورا (به فرانسوی: Aéroport de Dole-Jura) یک فرودگاه همگانی با کد یاتا DLE است که یک باند فرود آسفالت دارد و طول باند آن ۲۸۰۰ متر است. این فرودگاه در شهر دول، ژورا کشور فرانسه قرار دارد و در ارتفاع ۱۹۷ متری از سطح دریا واقع شده‌است.

## شرکت‌های هواپیمایی و مقصدهای پروازی
| شرکت‌های هواپیمایی | مقصدهای پروازی                                  |
| ----------------- | ----------------------------------------------- |
| کورسیکا ایر       | فصلی: باستیا – پورتا                            |
| رایان‌ایر          | فس-سایس، مراکش-منارا، فرنسیسکو جسا کارنئیرو     |
| TUI fly Belgium   | چارتر: کگلیاری-الماس چارتر فصلی: بول، کورفو رود |